# Eguzki-lore

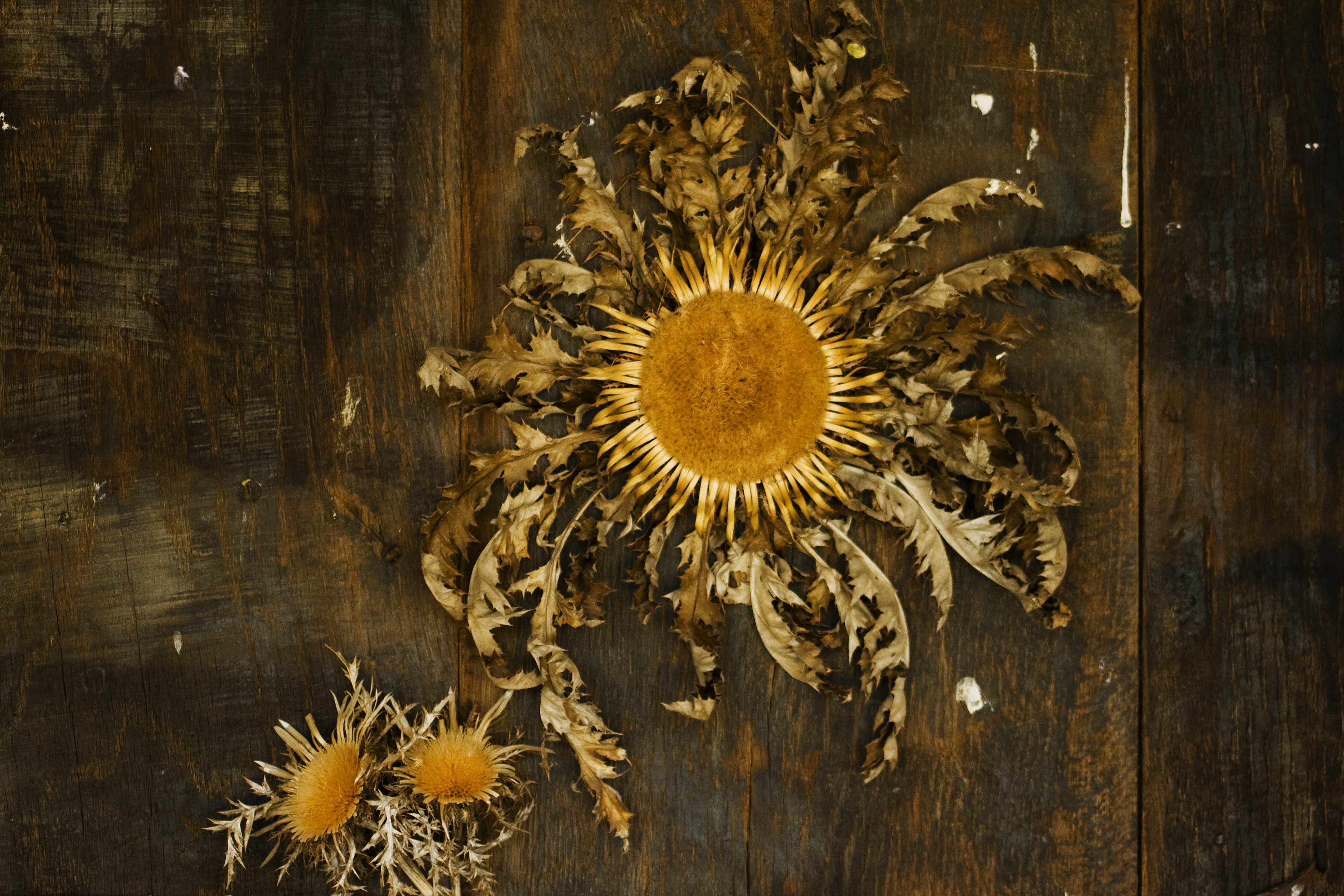
Eguzki-lorea

Eguzki-lorea, «la fleur-Soleil » ou Illargibelarra « l'herbe lunaire » en basque est la Carline acaule, la fleur du chardon sylvestre. Elle est considérée comme un symbole solaire protégeant la maison des orages et des esprits malins. On l'accroche au linteau de la porte principale ou à l'entrée de la maison basque afin qu'elle ne soit pas frappée par la foudre.
Dans la mythologie basque, « on raconte que le génie nocturne et les autres gaixtokeriak (mauvaises choses) doivent compter toutes les graines du cœur de cette fleur avant de franchir le seuil ».

## Étymologie
Eguzki-lorea signifie « la fleur-Soleil » en basque, de Eguzki (« soleil ») et lore (« fleur »). Le suffixe -a désigne l'article défini singulier (cas nominatif singulier): Eguzki-lorea se traduit donc par « la fleur-Soleil ».
Une mauvaise traduction, pourtant commune, est "la fleur du Soleil" ; en effet, pour indiquer la possession, le suffixe du cas génitif possessif est ajouté au mot Eguzki (« Soleil ») ; ainsi, au lieu de Eguzki-lorea on aurait Eguzkiaren lorea.
Illargibelar signifie « herbe lunaire » en basque, de illargi (« lune ») et belar (« herbe »).